# James Elphinstone, 1er Lord Balmerino
James Elphinstone, 1.er Lord Balmerino (1553? – 21 de junio de 1612) fue un noble y político escocés que cayó en desgracia en 1609.

## Vida hasta 1605
James era el tercer hijo de Robert Elphinstone, 3.er Lord Elphinstone, con su mujer Margaret, hija de Sir John Drummond de Innerpeffray, y nació alrededor de 1553. He was appointed a juez del Tribunal de Sesiones el 4 de marzo de 1586; en 1595 era uno de los comisionados del Tesoro, también conocidos como Octavianos. En 1598 fue nombrado he became secretario de estado y durante los siguientes cinco años fue asesor de James VI.
Fue muy apreciado por James VI, a quien acompañó a Londres en 1603. el 20 de febrero de 1604 fue nombrado Lord Balmerino y entró a formar parte de la cámara de los lores. Fue entonces cuando las tierras de la Abadía de Balmerino pasaron a propiedad civil. Ese mismo año fue elegido como uno de los comisionados para estudiar la unión con Inglaterra. En marzo de 1605 fue elegido presidente del Tribunal de Sesiones, 

## Caída en desgracia
Se cree que James VI pretendía nombrarle secretario de estado para Inglaterra, pero su caída en desgracia acabó cono cualquier atisbo de promoción. En 1599 el Papa Clemente VIII recibió una carta firmada por James VI en la que le pedía que hiciera cardenal a William Chisholm, obispo de Vaison y alabando tanto al Papa como a la fe católica. Patrick, señor de Gray mandó una copia de esta carta a Isabel I, quien pidió una explicación a James VI. Este aseguró que la carta era una falsificación e incluso Lord Balmerino denegó la autoría.
En 1607, cuando James VI publicó si Triplici nodo, triplex cuneus durante la controversia sobre el juramento de lealtad, el cardenal Bellarmine citó la carta como prueba del favoritismo de James VI hacia el catolicismo. James VI llamó a Lord Balmerino que se explicó diciendo que había sido él el que había escrito la carta y que la había metido entre otros papeles oficiales para que el rey la firmara. Fue juzgado y aunque no testificó, libró al rey de cualquier responsabiliadd sobre la carta.
James fue juzgado y condenado el 10 de marzo de 1609 a ser decapitado y descuartizado por traidor. Sin embargo, la sentencia no se ejecutó. Permaneció encerrado en el palacio de Falkland hasta octubre de 1609 cuando, tras pagar una fianza de £40000, se le permitió libre acceso al pueblo y los terrenos situados una milla alrededor del mismo. Poco después se le permitió regresar a su hacienda en Balmerino, donde murió en 1612.

## Familia
James se casó dos veces: la primera con Sarah, hija de sir John Menteith, con quien tuvo un hijo, John, 2° Lord Balmerino. Después contrajo matrimonio con Sarah, hija de Hugh Maxwell of Tealing, con quien tuvo un hijo, James, que fue hecho Lord Coupar, y dos hijas, Anne y Mary.